# Västanfjärd
Västanfjärd è stato un comune finlandese di 819 abitanti, situato nella regione del Varsinais-Suomi. Il comune era a maggioranza di lingua svedese (88%). Västanfjärd è confluito nel 2009 nel nuovo comune di Kimitoön.